# Elliott (Australia)
Elliott – miejscowość położona przy drodze Stuart Highway, 150 km na południe od miejscowości Daly Waters i 255 km na północ od miasta Tennant Creek, na obszarze Terytorium Północnego w Australii. Nazwa nadana od nazwiska australijskiego oficera Snow Elliotta, założyciela, w obecnej miejscowości, wojskowego obozu przejściowego podczas II wojny światowej.